# St. Peter und Paul (Halberbracht)

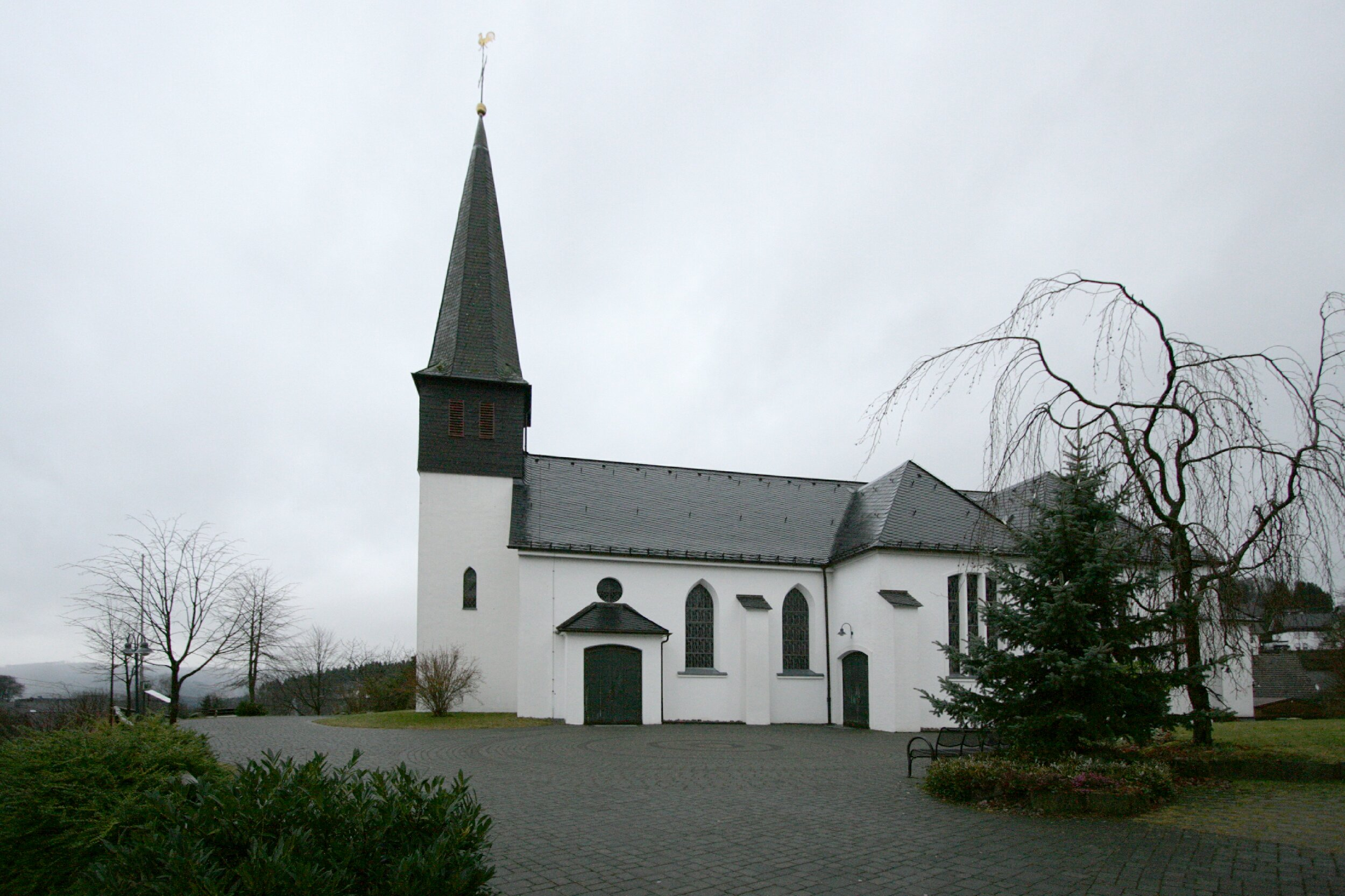
Kirche St. Peter und Paul in Halberbracht

Die Kirche St. Peter und Paul ist ein Kirchengebäude in Halberbracht, einem Stadtteil von Lennestadt im nordrhein-westfälischen Kreis Olpe. Die katholische Kirchengemeinde St. Peter und Paul gehört zum pastoralen Raum Lennestadt im Erzbistum Paderborn.
Der überwiegende Teil der Einwohner von Halberbracht bekennt sich zum römisch-katholischen Glauben.
In der 1596 erwähnten ersten Kapelle in Halberbracht weihte der Paderborner Weihbischof am 1. September 1647 einen Altar zu Ehren des hl. Paulus. Der Grundstein zur heutigen Kirche wurde im Jahr 1864 gelegt, nachdem Halberbracht 1861 durch den Paderborner Bischof zu einer Kuratvikarie erhoben wurde. Im Jahr 1894/95 wurde diese Kapelle erweitert; gleichzeitig wurde eine Sakristei angebaut.

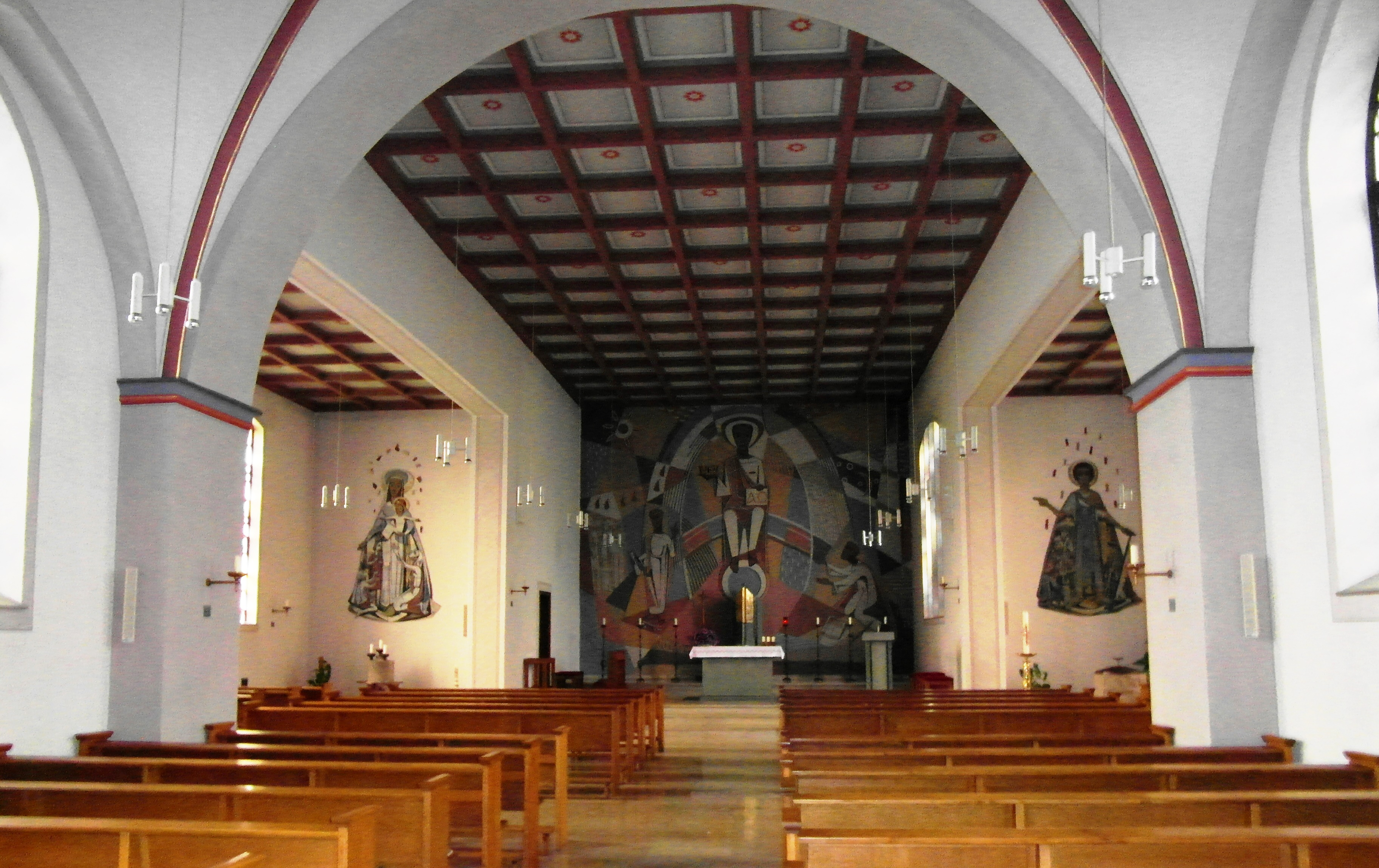
St. Peter und Paul – Blick auf den Altarraum

Der Zweite Weltkrieg verhinderte die aufgrund der gestiegenen Einwohnerzahl notwendig gewordene Erweiterung. Erst im Juni 1956 wurde der Grundstein zu einem Erweiterungsbau gelegt, der ein doppeltes Querschiff aufweist. Im Juni 1957 erfolgte die feierliche Konsekration durch Bischof Lorenz Jaeger.
Das in Sgraffitotechnik erstellte Bild auf der Altarwand zeigt Christus in der Wiederkunft in Begleitung der Apostelfürsten Petrus und Paulus. In neuerer Zeit wurde die Kirche in den Jahren 1975 und 1998 renoviert; dabei wurden die aus dem 19. Jahrhundert stammenden Tafelbilder in die Brüstung der Orgelbühne eingebaut.
Eine bebilderte Dokumentation und Beschreibung der Kirchenfenster, des Grundrisses und der Innenansicht der Kirche befinden sich auf der Internetseite der Forschungsstelle Glasmalerei des 20. Jahrhunderts e.V.